# Anawrahta
Anawrahta Minsaw (birm. အနော်ရထာ မင်းစော /ʔənɔ̀jətʰà mɪ́ɴ sɔ́/; ur. 8 marca 1015, zm. 23 marca 1078) – twórca Królestwa Paganu.
Nazywany ojcem narodu birmańskiego, Anawrahta zamienił małe księstwo w suchym regionie Górnej Birmy w Pierwsze Imperium Birmańskie, które stało się podwaliną dla współczesnej Birmy (Mjanmy). Podlegająca naukowej weryfikacji historia Birmy rozpoczyna się z chwilą jego wstąpienia na tron Paganu w roku 1044.
Anwrahta jako pierwszy w historii zjednoczył całą dolinę Irawadi, a takim peryferyjnym regionom jak Szan czy Arakan (Północny Arakan) narzucił zwierzchnictwo Paganu. Skutecznie powstrzymał napór Imperium Khmerskiego w stronę linii wybrzeża Tenasserim oraz doliny Górnego Menamu, czyniąc Pagan jednym z dwóch najważniejszych królestw lądowej części Azji Południowo-Wschodniej.
Potrafiąc surowo wymusić dyscyplinę, Anawrahta przeprowadził szereg kluczowych reform społecznych, religijnych i ekonomicznych mających trwały wpływ na historię Birmy. Jego reformy społeczne i religijne doprowadziły z biegiem czasu do ukształtowania się współczesnej kultury birmańskiej. Wznosząc system tam i grobli przemienił spieczone słońcem, jałowe tereny wokół Paganu w główny ryżowy spichlerz Górnej Birmy, zapewniając temu regionowi trwałe podstawy ekonomiczne do zdominowania w następnych stuleciach doliny rzeki Irawadi i jej peryferii. Pozostawił po sobie silny system administracyjny utrzymywany dalej przez wszystkich późniejszych królów dynastii Pagan, aż do jej upadku w roku 1287. Sukces i trwałość dominacji Paganu nad doliną Irawadi stanowiły podwaliny dla rozwoju języka i kultury birmańskiej oraz rozprzestrzeniania się ludności birmańskiej w Górnej Birmie.
Dziedzictwo Anawrahty wykracza daleko poza granice współczesnej Birmy. Związanie się przez niego z buddyzmem therawady oraz udane powstrzymanie Imperium Khmerskiego, którego religią był hinduizm, zapewniło szkole buddyjskiej, która była w odwrocie w Azji Południowej i Południowo-Wschodniej tak bardzo potrzebne wytchnienie i schronienie. Pomógł on w odrodzeniu buddyzmu tradycji Therawady na Cejlonie, z którego szkoła ta pierwotnie się wywodziła. Sukces dynastii Paganu uczynił możliwym późniejszy wzrost buddyzmu Therawady w królestwach Lanna (północna Tajlandia), Sukhothai (środkowa Tajlandia) i Lan Xang (Laos) oraz w Imperium Khmerskim (Kambodża) w XIII i XIV wieku.
Anawrahta jest jednym z najsłynniejszych królów w historii Birmy. Historie (legendy) opowiadające o jego życiu są klamrą spinającą birmański folklor, są też opisywane na nowo w literaturze popularnej i teatrze.

## Wczesne lata życia
Przed Anawrahtą, spośród wszystkich wczesnych królów Paganu jedynie panowanie Nyaung-u Sawrahana może być niezależnie zweryfikowane poprzez badanie inskrypcji na kamieniach. Anawrahta jest pierwszym królem historycznym w tym sensie, że fakty dotyczące jego panowania mogą być weryfikowane poprzez inskrypcje. Jednakże informacje o młodości Anawrahty, podobnie jak większość wczesnej historii Paganu, pozostają skryte za parawanem legend i jako takie powinny być traktowane.
Anawrahta urodził się 8 marca 1015 roku jako Min Saw (birm.: မင်းစော /mɪ́ɴ sɔ́) – syn króla Kunhsaw Kyaunghpyu i królowej Myauk Pyinthe (dosł. Królowa Północnego Pałacu). Birmańskie kroniki nie są zgodne co do dat związanych z jego życiem i panowaniem. Zamieszczona poniżej lista przedstawia daty zawarte w czterech najważniejszych kronikach. Nauka przyjmuje daty podawane przez Zata’ę, które uznawane są za najdokładniejsze w odniesieniu do okresu Królestwa Paganu. (Należy zauważyć, że początek roku kalendarza birmańskiego nie pokrywa się z Nowym Rokiem kalendarza zachodniego. W czasach Anawrahty każdy rok birmański zaczynał się i kończył pod koniec marca kalendarza juliańskiego. I tak na przykład birmański rok 376 trwał od 25 marca roku 1014 do 25 marca roku 1015).
| Kronika                        | Urodzenie – Śmierć     | Wiek | Panowanie                      | Długość panowania |
| ------------------------------ | ---------------------- | ---- | ------------------------------ | ----------------- |
| Zatadawbon Yazawin             | 8 marca 1015 – 1077/78 | 62   | 1044/45 – 1077/78              | 33                |
| Maha Yazawin                   | 970/71 – 1035/36       | 65   | 1002/03 – 1035/36              | 33                |
| Yazawin Thit i Hmannan Yazawin | 985/86 – marzec 1060   | 74   | 13 stycznia 1018 – marzec 1060 | 42                |

W roku 1021, kiedy Min Saw miał około sześciu lat, jego ojciec został zdetronizowany przez swych pasierbów Kyiso i Sokkate. Kunshaw sam był uzurpatorem na tronie Paganu po zdetronizowaniu dwie dekady wcześniej króla Nyaung-u Sawrahan. Poślubił on wówczas trzy główne królowe-żony Nyaung-u’a, z których dwie były ciężarne i urodziły wkrótce Kyiso i Sokkate. Kunshaw wychowywał obydwu chłopców jak swych własnych synów. Po zamachu Kyiso został królem, a Sokkate następcą tronu. Ojczyma zmusili oni do zamknięcia się w miejscowym klasztorze, gdzie Kunshaw mógł dożywać swoich dni jako mnich.
Min Saw dorastał w cieniu obydwu swych przyrodnich braci, którzy traktowali go jak najmłodszego brata i pozwolili mu utrzymać na dworze książęcy status. Wraz ze swą matką zamieszkał w pobliżu klasztoru i odwiedzał Kunshawa. W roku 1038 Kyiso umarł i na tron wstąpił Sokkate. Min Saw był lojalny wobec nowego króla. Ożenił się i na początku lat 40. XI. wieku miał co najmniej dwóch synów (Sawlu i Kyanzittha).

## Wstąpienie na tron
W roku 1044 Min Saw wzniecił jednak bunt na pobliskiej górze Puppa i wyzwał Sokkate na pojedynek. Według kronik powodem rebelii było wyniesienie przez Sokkate matki Min Sawa do godności królowej. Sokkate miał się zacząć zwracać do Min Sawa jako do brata-syna, co ten odebrał jako wielką zniewagę. Sokkate przyjął wyzwanie na walkę konno. Min Saw pokonał Sokkate w Myingabie w pobliżu Paganu. Król wraz ze swym koniem wpadł do przepływającej nieopodal rzeki.
Min Saw ofiarował najpierw tron ojcu. Były król, który przez długi czas był mnichem, odmówił. Wobec tego 16 grudnia 1044 roku Min Saw wstąpił na tron przyjmując tytuł Anawrahta, zbirmanizowaną wersję sanskryckiego imienia Aniruddha (अनिरुद्ध). Jego oficjalny królewski tytuł brzmiał Maha Yaza Thiri Aniruddha Dewa (birm.: မဟာ ရာဇာ သီရိ အနုရုဒ္ဓ ဒေဝ; sanskr.: Mahā Rājā Śrī Aniruddha Devá). Od tego momentu historia Birmy już w o wiele mniejszym stopniu stanowi pole dla domysłów.

## Wczesne lata panowania: Scalenie ziem środkowej Birmy

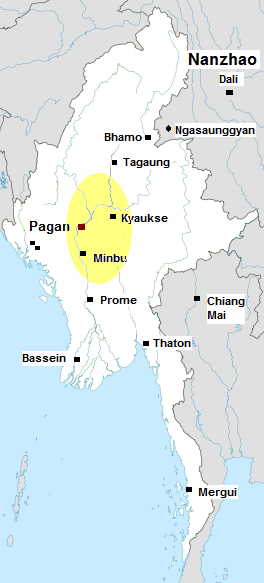
Księstwo Paganu w chwili wstąpienia Anawrahty na tron w roku 1044

Początkowo księstwo Anawrahty zajmowało stosunkowo niewielki obszar – ledwo 322 kilometry z północy na południe i około 129 km ze wschodu na zachód, co odpowiada z grubsza obecnym dystryktom Mandalaj, Miktila, Myingyan, Kyaukse, Yamethin, Magwe, Sikong i Katha na wschód od Irawadi oraz nadrzecznym częściom dystryktów Minbu i Pakkoku. Na północy leżało Królestwo Nanzhao, na wschodzie ciągle w większości niezamieszkana Wyżyna Szan, na południu i zachodzie znajdowały się tereny zamieszkane przez lud Pyu, a dalej na południe ciągle dominowali Monowie.

### Reformy ekonomiczne
Pierwsze działania Anawrahty jako króla dotyczyły organizacji królestwa. Podzielił on wszystkie miasta i wsie na klasy, w zależności od liczby rekruta, jaką mogły dostarczyć. Podjął wielki wysiłek zmierzający do zamiany jałowych, wypalonych słońcem ziem środkowej Birmy w ryżowy spichlerz. Stworzył system nawadniania, który istnieje w Górnej Birmie do dzisiaj. Uporządkował jezioro Miktila i wybudował z powodzeniem cztery tamy i kanały (Kinda, Nga Laingzin, Pyaungbya, Kume) na rzece Panlaung oraz trzy tamy (Nwadet, Kunhse, Nga Pyaung) na Zawgyi. (Próbował on także uregulować rzekę Myitnge, ale nie udało mu się to, pomimo całego podjętego wysiłku. Prace trwały trzy lata, a wielu robotników zmarło z powodu gorączki). Nowo rozwinięte tereny zaludniał on zakładając wsie, których mieszkańcy pod nadzorem królewskich urzędników służyli też przy utrzymaniu kanałów. Region, nazywany Ledwin (dosł. kraj ryżu) pełnił odtąd rolę spichrza, ekonomicznego zwornika położonego na północy kraju. Historia pokazuje, że każdy kto zdobywał kontrolę nad regionem Kyaukse decydował o tym, kto będzie królem Górnej Birmy.

### Organizacja armii
Anawrahta zorganizował armię Paganu. Jego kluczowymi współpracownikami, znanymi w historii Birmy, jako Czterej Wielcy Paladyni, byli:
- Kyanzittha, jego syn i główny dowódca armii
- Nyaung-U Hpi z Nyaung-U, znany jako doskonały pływak
- Nga Htwe Yu z Myinmu (w pobliżu Sikongu), utrzymujący się wcześniej ze wspinania się na palmy
- Nga Lon Letpe, były rolnik ze wsi nieopodal Góry Puppa

Na służbie u Anawrahty pozostawał także Byatta (birm. ဗျတ), muzułmanin (prawdopodobnie arabski marynarz), którego statek rozbił się nieopodal Thatôn, wraz z synami Shwe Hpyin Gyi i Shwe Hpyin Nge, którzy trafili później do birmańskiego panteonu natów jako Bracia Shwe Hpyin (birm. ရွှေဖျဉ်းညီနောင်).

## Stworzenie Imperium Paganu

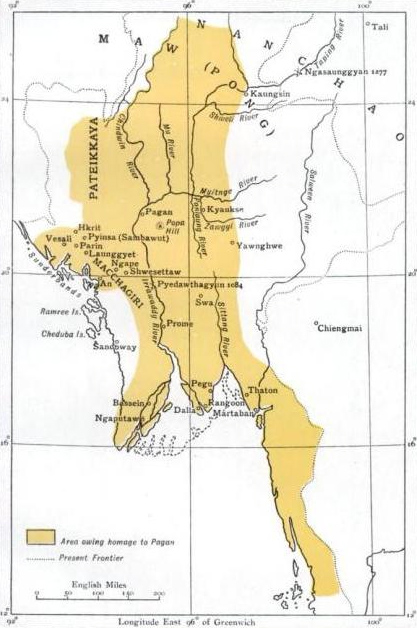
Imperium Paganu, według szacunków G.E. Harveya

W połowie lat 50. XI wieku reformy Anwrahty przemieniły Pagan w regionalną potęgę, zaczął on więc myśleć o ekspansji terytorialnej. W ciągu następnych dziesięciu lat stworzył Imperium Paganu z doliną rzeki Irawadi jako jego rdzeniem otoczonym przez podporządkowane królestwa.
Szacunki dotyczące rozległości jego imperium znacznie się różnią. Kroniki birmańskie i tajskie mówią o imperium, które obejmowało obecną Birmę i północną Tajlandię. Według zapewnień kronik tajskich Anawrahta podbił całą dolinę Menamu i ściągnął trybut z króla Khmerów. Jedna z nich donosi, że armie Anawrahty zaatakowały królestwo Khmerów i splądrowały jego stolicę – Angkor, a inna idzie tak daleko, że podaje iż Anawrahta dotarł aż do Jawy by ściągnąć tam daninę. Jednak historycy zachodni (Harvey, Hall i inni) piszą o imperium znacznie mniejszym, obejmującym dolinę Irawadi i jej otoczenie. Opiewające zwycięstwa Anwrahty terakotowe tabliczki wotywne (opatrzone jego imieniem zapisanym w sanskrycie) znajdowano wzdłuż linii wybrzeża Tenasserim na południu, w dystrykcie Katha na północy, Thazi na wschodzie oraz Minbu na zachodzie.

### Wyżyna Shan
Pierwsze działania podjął Anawrahta na terenie słabo wówczas zaludnionej Wyżyny Shan na wschodzie i północy. Podporządkował sobie Shan w dwóch etapach. Najpierw, od początku do połowy lat 50., Anwrahta najeżdżał bliższą wschodnią część Wyżyny Shan i uzyskał stamtąd daninę. Ufundował on pagodę Bawrithat w Nyaungshwe. Drugi etap nastąpił pod koniec lat 50. i na początku 60. po wyprawie Anawrahty na królestwo Nanzhao. Po jego powrocie z ekspedycji do Nanzhao wodzowie Shanu pojawiali się na trasie przemarszu Anawrahty z daninami. Jednak ich podporządkowanie ciągle miało charakter jedynie nominalny, co wymagało wybudowania 43 fortów u podnóży wschodnich wzgórz, z czego 33 istnieją do dziś jako wsie.
| Bhamo                          | Katha                               | Kyaukse                                 | Miktila                           | Mogok                                                    | Mandalaj                                                                                                 | Toungoo                | Yamethin  |
| ------------------------------ | ----------------------------------- | --------------------------------------- | --------------------------------- | -------------------------------------------------------- | --- | ---------------------- | --------- |
| - Kaungton - Kaungsin - Shwegu | - Yinkhe - Moda - Katha - Htigyaing | - Mekkaya - Ta On - Myinsaing - Myittha | - Hlaingdet - Thagaya - Nyaungyan | - Myadaung - Tagaung - Hinthamaw - Kyanhnyat - Sampanago | - Singu - Konthaya - Magwe Taya - Yenantha - Sonmyo - Madaya - Thakegyin - Wayindok - Taungbyon - Myodin | - Myohla - Kelin - Swa | - Shwemyo |

43 forty wybudowano na mocy rozkazu królewskiego wydanego 7 lutego 1061 roku (12. Dzień Przybywania Księżyca Miesiąca Tabaung 422 ME).

### Dolna Birma
Po swojej pierwszej kampanii na wyżynie Shan, Anawrahta zwrócił się ku zamieszkanym przez lud Mon królestwom na południu, które podobnie jak Pagan, były w rzeczywistości zaledwie dużymi miastami-państwami. Najpierw podporządkował sobie władcę Pegu. Jednak Królestwo Thatôn odmówiło poddania się. Armie Anawrahty dowodzone przez „Czterech Paladynów” zaatakowały to południowe królestwo na początku roku 1057. Po 3-miesięcznym oblężeniu miasta Thatôn, 17 maja 1057 roku (11. Dnia Przybywania Księżyca Miesiąca Nayon, 419 ME), siły Paganu zajęły je. Według tradycji birmańskiej i mońskiej, głównym powodem ataku Anawrahty była odmowa króla Thatôn Manuhy przekazania kopii buddyjskiego kanonu therawady. (Anawrahta dokonał konwersji na buddyzm therawady z buddyzmu ari pod wpływem Shin Arahana, mnicha pochodzącego z Thatôn). W rzeczywistości było to tylko żądanie podporządkowania się wyrażone w języku dyplomacji, a prawdziwym powodem podboju Thatônu była chęć zahamowania podbojów Imperium Khmerskiego w dorzeczu Chao Phraya oraz wkroczenie na obszar wybrzeża Tenasserim.
Zdobycie Thatôn postrzegane jest jako punkt zwrotny w historii Birmy. Według tradycji Anawrahta zabrał ze sobą do Paganu ponad 30.000 ludzi, z których wielu było artystami i rzemieślnikami. Jeńcy ci stworzyli społeczność, która pomogła następnie w budowie tysięcy monumentów Paganu, pozostałości których rywalizują pod względem świetności z Angkor Wat.
Nowsze badania przeprowadzone przez historyka Michaela Aung-Thwina dowodziły z mocą, że wkład Thatôn w kulturalne przekształcenie Górnej Birmy jest nie mającą oparcia w dowodach z epoki legendą powstałą w okresie po upadku Paganu, że Dolna Birma nie posiadała istotnych niezależnych struktur państwowych zanim doszło do ekspansji Paganu, oraz że wpływ Monów na centrum kraju jest znacznie przesadzony. Prawdopodobnie w okresie tym gromadzenie się osadów w delcie Irawadi – które powoduje obecnie wydłużanie się linii wybrzeża o trzy mile na każde stulecie – było niedostateczne i morze sięgało ciągle w głąb lądu zbyt daleko by pozwolić na utrzymanie nawet tak umiarkowanej populacji, jaka zamieszkiwała Dolną Birmę w erze przedkolonialnej.
W każdym razie, w przeciągu XI wieku Pagan ustanowił swoje panowanie nad Dolną Birmą, a podbój ten umożliwił wzrost wymiany kulturalnej, jeśli nie z miejscowymi Monami, to z Indiami i z ostoją buddyzmu therawady – Cejlonem.

### Arakan
Celem następnego podboju Anawrahty stał się północny Arakan. Jego armia przebyła drogę od Ngape w pobliżu Minbu do An nieopodal Kyaukpyu, a następnie rozpoczęła oblężenie miasta Pyinsa, które było w tym czasie stolicą Arakanu. Anawrahta próbował ponoć przenieść do Paganu gigantyczny posąg Buddy Mahamuni nie zdołał jednak tego uczynić. Zabrał za to znajdujące się w świątyni złote i srebrne naczynia.
Brak jest jakiejkolwiek spójnej arakańskiej relacji, która mogłaby potwierdzić to wydarzenie. Arakańskie kroniki, które przetrwały do dzisiejszych czasów (pochodzące z XVIII i XIX wieku), wspominają o przynajmniej dwóch oddzielnych najazdach ze wschodu oraz o „wizytach” Anawrahty i Kyanzitthy. Według relacji arakańskich, ataki ze wschodu doprowadziły do obalenia kolejno królów Pe Byu i Nga Tona. Jednak różnice między datami liczone są w setkach lat, a panowanie obalonych królów umiejscawiane jest między końcem VIII a początkiem IX wieku, w X do XI wieku albo w XI do XII wieku.
W każdym razie, podobnie jak to miało miejsce w przypadku wyżyny Szan, władztwo Anawrahty nad północnym Arakanem (oddzielonym od jego królestwa przez grzbiet Gór Arakańskich) było jedynie nominalne. „Podbój” mógł być bardziej najazdem mającym zapobiec arakańskim najazdom na Birmę, a część historyków (Lieberman, Charney) nie wierzy, aby miał on (lub którykolwiek z królów Paganu) jakąkolwiek „efektywną władzę” nad Arakanem. Jeśli nawet Pagan nigdy nie ustanowił systemu administracyjnego w celu zarządzania Arakanem, przez resztę panowania rządzącej nim dynastii stale starał się utrzymać to królestwo w stosunkach wasalnych, od czasu do czasu umieszczając swoich nominatów na arakańskim tronie. Co więcej, w następnych wiekach język birmański i pismo birmańskie zaczęły dominować na wybrzeżu Arakanu. Wraz z birmańskimi wpływami pojawiły się więzi z Cejlonem i stopniowe zyskiwanie na znaczeniu przez buddyzm therawady.

### Pateikkaya
Anawrahta ściągał także daninę z buddyjskiego królestwa Pateikkaya (birm. ပဋိက္ခယား; IPA – bədeiʔ kʰəjá). Lokalizacja tego małego królestwa pozostaje ciągle przedmiotem sporu. Według kronik birmańskich znajdowało się ono na północnym zachodzie Arakanu, a jego królowie pochodzili z Indii. Jednak brytyjski historyk G.E. Harvey przypuszczał, że było ono prawdopodobnie położone bliżej wschodniej części Gór Chin.

## Stosunki zewnętrzne
W miarę jak jego królestwo powiększało się, Anawrahta wchodził w kontakty z królestwem Nanzhao (niegdysiejszym matecznikiem Birmańczyków) na północnym wschodzie oraz, na południowym wschodzie, z Imperium Khmerskim, w owym czasie główną potęgą lądowej części Azji Południowo-wschodniej. Pomógł on wyznającemu buddyzm therawady bratniemu Cejlonowi w wojnie przeciw hinduistycznym najeźdźcom z Imperium Ćola.

### Imperium Khmerskie
Podbój Thatôn wstrząsnął światem Monów. Anwrahta zażądał danin także od sąsiednich mońskich królestw, Haripunjaya i Dvaravati (w obecnej północnej i środkowej Tajlandii). Haripunjaya ponoć trybut zapłaciła, ale suzeren Dvaravati – Imperium Khmerskie – najechał w odpowiedzi Tenasserim. Anawrahta wysłał swoje armie, ponownie pod dowództwem czterech paladynów, które odparły najeźdźców. Birmańskie kroniki odnosiły się do Królestwa Kambodży jako do południowo-wschodnich granic Imperium Paganu.

### Królestwo Nanzhao
Gdy napór Khmerów został powstrzymany, Anawrahta zwrócił swoją uwagę w kierunku Nanzhao. Poprowadził on kampanię przeciwko temu położonemu na północnym wschodzie królestwu. (Według źródła pochodzącego z połowy XVII wieku, wyruszył 16 grudnia 1057 roku). Anawrahta dotarł do Dali, stolicy Królestwa Nanzhao, pod pretekstem poszukiwania relikwii – zębu Buddy. Podobnie jak to było w przypadku żądania wydania buddyjskich pism przez Thatôn, w rzeczywistości była to próba wymuszenia daniny. Władca Nanzhao kazał zamknąć bramy i odmówił wydania relikwii. Po dłuższym oczekiwaniu obydwaj królowie wymienili się podarkami i przeprowadzili przyjacielską rozmowę. Władca Nanzhao podarował Anawrahcie jadeitowy wizerunek, który miał kontakt z zębem.

### Cejlon
W roku 1069 król Vijayabahu I z Cejlonu poprosił Anawrahtę o pomoc przeciwko najeźdźcom z rządzącej tamilskim państwem dynastii Ćola. Anawrahta wysłał na pomoc buddyjskiemu Cejlonowi statki z zaopatrzeniem. W roku 1071 Vijayabahu, który pokonał Ćolów poprosił Anawrahtę o przysłanie pism i mnichów. Najazdy Ćolów pozostawiły przy życiu w pierwotnej ostoi buddyzmu therawady tak niewielu mnichów, że ciężko im było zwołać kapitułę i dokonać ważnych święceń. Anawrahta spełnił tę prośbę, wysyłając dodatkowo Vijayabahu w darze białego słonia. Birmańscy mnisi wyświęcili, częściowo ponownie, całe duchowieństwo wyspy. W podzięce cejloński król podarował Anwrahcie replikę zębu Buddy, której Cejlon był dumnym posiadaczem. Replika ta została następnie umieszczona jako relikwia w Pagodzie Lawkananda w Paganie.

## Administracja

### Budowa narodu
Największym osiągnięciem Anawrahty była konsolidacja różnych grup etnicznych w jeden naród. Zwracał uwagę na to, by jego pobratymcy – Birmańczycy – nie wynosili się ponad innych. Zachowywał szacunek dla Pyu, którzy utracili właśnie swoją wielkość. Pozostawił dla swojego królestwa nazwę pochodzącą z języka Pyu, chociaż rządzili nim Birmańczycy. Okazywał szacunek Monom i zachęcał własnych pobratymców, by się od Monów uczyli.
Anawrahta zastąpił królów Dolnej Birmy (Pegu i Thatôn) gubernatorami. W Pegu pozwolił miejscowemu królowi na pozostanie w roli wasala doceniając pomoc, jakiej udzielił mu on podczas podboju Thatônu. Jednak po śmierci wasalnego króla ustanowił gubernatora. Ze względu na duże odległości, innym obszarom objętym daninami, takim jak Arakan i wyżyna Szan, pozwolono zachować wodzostwo dziedziczne.

### Reformy religijne

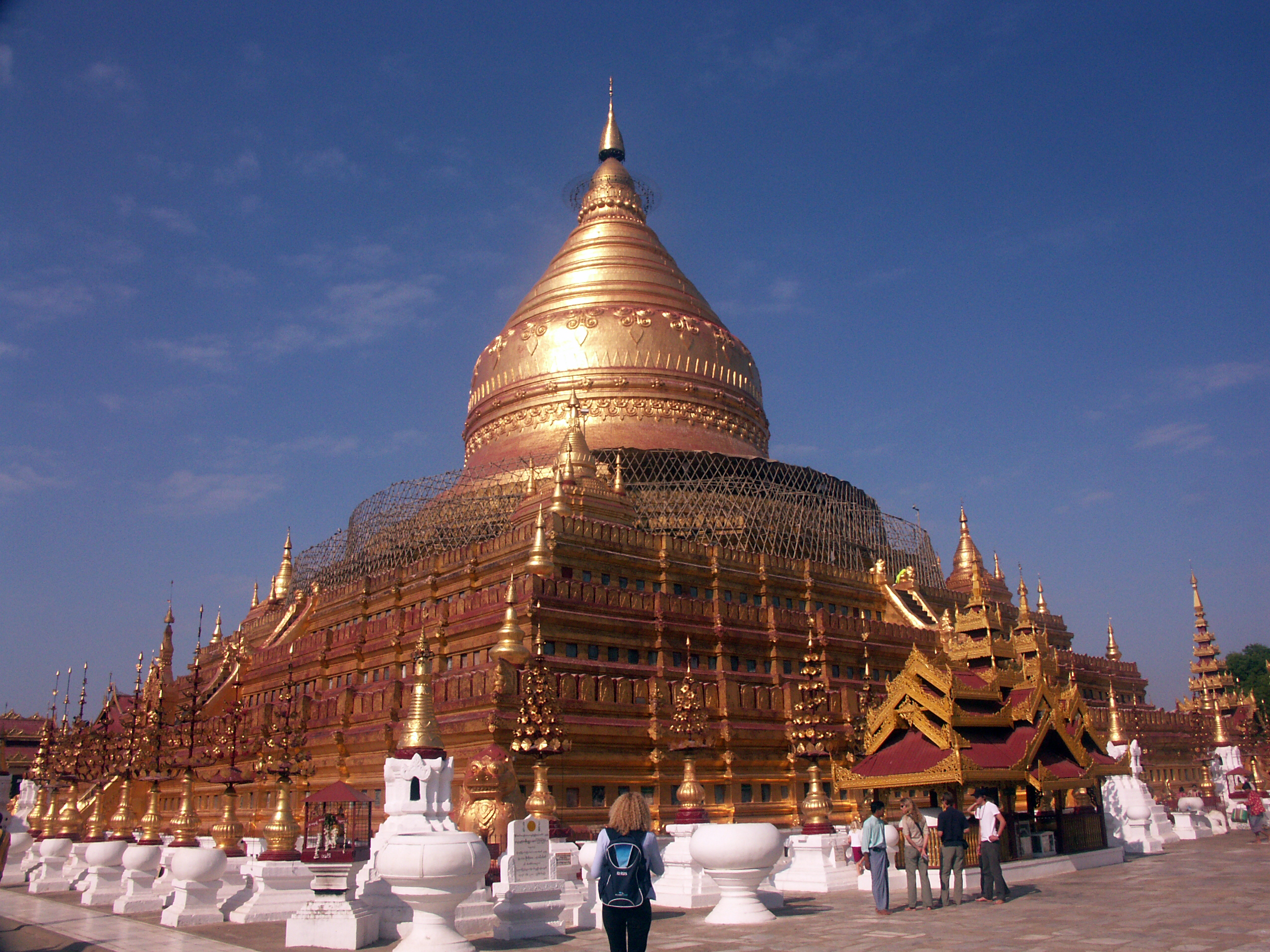
Pagoda Shwezigon w Nyaung-U

W roku 1056 Shin Arahan, moński mnich ze szkoły buddyzmu therawady, odbył brzemienną w skutki wizytę w Paganie i nawrócił jego króla na buddyzm therawady z wyznawanego dotąd buddyzmu ari. Król nie był zadowolony z nadzwyczajnego wpływu mnichów szkoły ari na lud i uważał, że mnisi, którzy spożywają wieczorne posiłki, piją alkohol, przewodniczą składaniu ofiar zwierzęcych i korzystają z pewnej formy iuris primae noctis są zdeprawowani. W buddyzmie therawady znalazł on zamiennik pozwalający złamać potęgę duchowieństwa.
Począwszy od roku 1056 Anawrahta wprowadził w całym królestwie szereg reform religijnych. Zyskały one nową dynamikę po podboju Thatônu, który spowodował napływ najbardziej potrzebnych pism religijnych i mnichów z pokonanego miasta. Złamał on potęgę mnichów ari najpierw ogłaszając, że jego sąd nie będzie więcej zajmować się ludźmi, którzy nie podzielą się swoimi dziećmi z mnichami. Ci, którzy byli w niewoli mnichów zyskiwali wolność. Niektórzy z duchownych po prostu zrzucili mnisie szaty lub wstąpili na nową drogę. Jednak większość dzierżących przez tak długi czas władzę mnichów nie chciała się łatwo poddać. Anwrahta wygnał ich dużą liczbę; wielu z nich schroniło się na górze Puppa oraz na wyżynie Shan. W celu przyciągnięcia ludzi do nowej religii wykorzystał on tradycyjny kult duchów (natów). Pytany dlaczego pozwala, aby wizerunki natów umieszczano w buddyjskich świątyniach i pagodach, Anawrahta odpowiedział: „Ludzie nie przyjdą przez wzgląd na nową wiarę. Pozwólmy im przyjść dla ich starych bogów, a stopniowo zostaną oni pokonani”.
Zachęcany przez Shin Arahana, Anwrahta próbował zreformować realny buddyzm therawady, jaki przyjął z Thatônu. Szkoła ta według wielu relacji znajdowała się w uwiądzie i w coraz większym stopniu ulegała wpływom hinduizmu. (Kroniki Monów wspominają, że Manuha postępował nagannie zawierając kompromisy z hinduizmem. Shin Arahan porzucił Thatôn ponieważ był nieszczęśliwy z powodu uwiądu buddyzmu w tym królestwie). Uczynił on Pagan centrum nauki buddyzmu therawady zapraszając nauczycieli z ziem Monów, Cejlonu oraz z Indii, gdzie ginący buddyzm otrzymywał właśnie coup de grâce od muzułmańskich najeźdźców. Zgromadzona kadra naukowa pozwoliła na ożywienie bardziej ortodoksyjnej formy buddyzmu szkoły therawady.
Oczywiście, jego reformy nie mogły osiągnąć i nie osiągnęły wszystkich zamierzonych celów w ciągu jednej nocy. Rozprzestrzenianie się buddyzmu therawady w Górnej Birmie postępowało stopniowo; proces ten zajął ponad trzy stulecia. Na odleglejszych terenach system monastyczny nie zszedł powszechnie do poziomu wsi aż do końca XIX wieku. Nie wymarli także mnisi ari. Kolejne ich pokolenia, znane jako mnisi mieszkający w lesie, pozostawały potężną siłą pod patronatem królewskim aż do okresu królestwa Awa w XVI wieku. Podobnie, kult natów trwał nadal (aż do czasów dzisiejszych). Nawet therawadyjski buddyzm Anawrahty, Kyanzitthy i Manuhy znajdował się nadal pod silnym wpływem hinduizmu, gdy porównamy go z późniejszymi (XVIII–XIX wiek), bardziej ortodoksyjnymi standardami. Elementy tantry, śiwaizmu i wisznuizmu wywierały w tym okresie większy wpływ na elitę niż w czasach późniejszych, odzwierciedlając zarówno względną niedojrzałość wczesnej birmańskiej kultury pisanej, jak i jej niewybiórczą podatność na odbiór tradycji nie-birmańskich. W istocie, nawet współczesny birmański buddyzm zawiera liczne elementy animistyczne, związane z buddyzmem mahajany i hinduistyczne.
W każdym razie buddyzm therawady, nieważne jak bardzo nieortodoksyjny w świetle późniejszych standardów, znalazł swój dom pod królewskim patronatem Anawrahty. Jego reformy umożliwiły późniejszy wzrost tej szkoły buddyzmu w Birmie i lądowej części Azji Południowo-wschodniej.
Anawrahta był pierwszym z „Budowniczych Świątyń” Paganu. Najważniejszym jego pomnikiem jest Pagoda Shwezigon. Prace nad jej wzniesieniem rozpoczęły się w roku 1059 i ciągle jeszcze trwały w chwili śmierci Anawrahty 18 lat później. Wybudował także Pagodę Shwensandaw na południu Paganu jako miejsce przechowywania relikwii w postaci włosa Buddy, podarowanego przez króla Pegu. Nieco dalej wybudował on inne pagody, takie jak Shweyinhmyaw, Shwegu czy Shwezigon koło Miktili.

### Wynalezienie pisma birmańskiego
Jeszcze do niedawna nauka była przekonana, że to Anawrahta zlecił stworzenie pisma birmańskiego w oparciu o pismo mońskie około roku 1058, w rok po zdobyciu Thatôn. Ostatnie badania wykazały jednak, że pismo birmańskie było używane przynajmniej od roku 1035 a nwet, jeśli jako dowód można dopuścić XVIII-wieczną przepisaną inskrypcję, od roku 984 po Chr.

### Styl rządów
Anawrahta był królem energicznym, który wdrożył wiele głębokich, trwałych zmian politycznych, społecznoekonomicznych i kulturowych. Poddani podziwiali go i bali się, ale go nie kochali.
Historyk Htin Aung pisze:
Anawrahta był bezwzględny i srogi nie w odniesieniu do jakiejś konkretnej grupy etnicznej, ale dla wszystkich swoich poddanych, ponieważ czuł, że stosowanie surowych środków jest niezbędne, gdy buduje się nowy naród. Nigdy nie akceptował on kultu boga-króla, a jego zniecierpliwienie budzili nawet bogowie, którym służyli jego poddani; ludzie powiadali, że bił on bogów płazem swojej włóczni. Osiągnął on swoje cele, ale zapłacił za to własną popularnością. Jego poddani podziwiali go i lękali się, ale go nie kochali. Zarządzona przez niego egzekucja dwóch młodych bohaterów za błahe naruszenie dyscypliny po zakończeniu kampanii przeciw królestwu Nanzhao wywołała gniew ludu i aby uspokoić nastroje ogłosił on, że owi martwi bohaterowie będą odtąd bogami, których będzie można czcić. Zmuszenie Kyanzitthy do ucieczki zwiększyło jego popularność, chociaż działanie to było przynajmniej usprawiedliwione, gdyż wielki paladyn, podobnie do zasiadającego przy Okrągłym Stole Lancelota miał romans z jedną z królowych.
(Królową zakochaną w Kyanzittcie była Manisanda Khin U. Dwoma straconymi młodymi bohaterami byli Shwe Hpyin Gyi i Shwe Hpyin Nge, którzy trafili później do panteonu birmańskich natów).
Jednak ludzie podziwiali go i bali się, mógł on więc wprowadzić w życie wiele ze swych ambitnych, wieloaspektowych reform.

## Śmierć
Anawrahta umarł w marcu 1078 roku na przedmieściach Paganu. Kroniki napomykają, że jego wrogowie zastawili na niego pułapkę, zabili go, a ciała pozbyli się w taki sposób, że nie zostało ono nigdy odnalezione. Według kronik na drodze Anawrahty pojawił się nat pod postacią dzikiego bawołu, który śmiertelnie go ugodził, a wtedy demony porwały ciało.

## Spuścizna

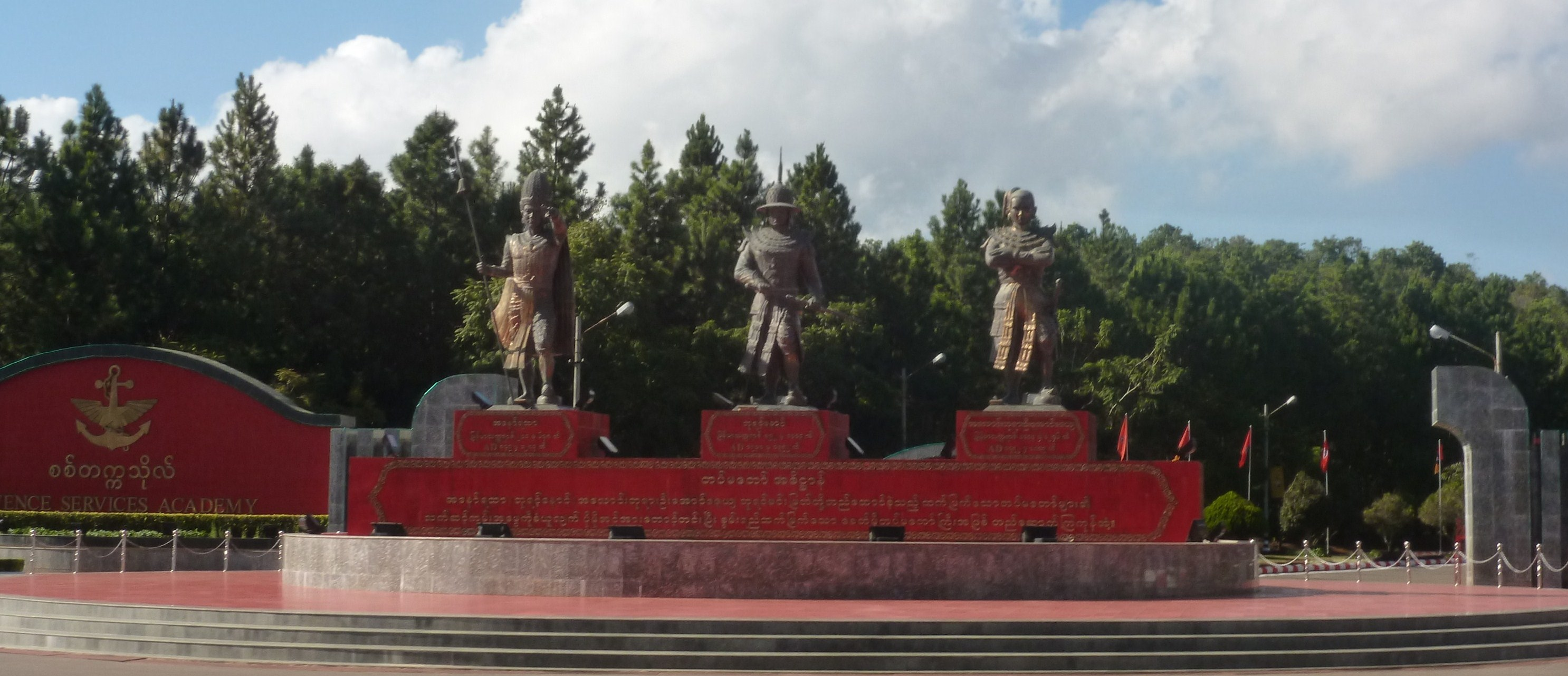
Posąg Anawrahty (w głębi po lewej) obok pomników Bayinnaunga i Alaungpayi przed frontem Akademii Służb Obrony

Anawrahta uważany jest za jednego z największych, jeśli nie największego, króla w historii Birmy ponieważ był twórcą pierwszego „państwa założycielskiego”, z którego wyrosła później współczesna Birma. Nie tylko znacznie poszerzył terytorium Królestwa Paganu, ale wdrożył też szereg reform politycznych i administracyjnych, które pozwoliły jego imperium na dominację nad doliną Irawadi i jej otoczeniem przez następnych 250 lat.
Dziedzictwo Anawrahty wykroczyło daleko poza granice współczesnej Birmy. Sukces i trwałość dominacji Paganu nad doliną Irawadi stały się podwaliną rozwoju birmańskiego języka i kultury oraz rozprzestrzeniania się birmańskiej ludności w Górnej Birmie. Związanie się przez niego z buddyzmem Therawady oraz udane powstrzymanie Imperium Khmerskiego, którego religią był hinduizm, zapewniło szkole buddyjskiej, która była w odwrocie w Azji Południowej i Południowo-wschodniej tak bardzo potrzebne wytchnienie i schronienie. Pomógł on w odrodzeniu buddyzmu tradycji therawady na Cejlonie, z której szkoła ta pierwotnie pochodziła. Sukces dynastii Paganu uczynił możliwym późniejszy wzrost buddyzmu therawady w królestwach Lanna, Sukhothai, Lan Xang oraz w Kambodży, w dużej mierze także dzięki możliwych w XIII i XIV wieku kontaktach Cejlonu z tymi ziemiami.

## Odniesienia w kulturze popularnej
Historie z życia Anawrahty i dotyczące go legendy pozostają popularnym tematem folkloru birmańskiego. Miłosny trójkąt obejmujący Anawrahtę, Kyazintthę i Manisandę oraz smutna historia Saw Mon Hla, jednej z jego królowych-żon, pozostają zwornikami birmańskiego teatru. Ze względu na reputację figury surowego ojca, Anawrahta nie jest pierwszoplanową postacią tych historii, których głównym protagonistą pozostaje nieodmiennie romantyczny król-żołnierz Kyanzittha.

## Upamiętnienia
- Anawrahta Road – jedna z głównych alei Yangonu
- UMS Anawrahta – korweta marynarki wojennej Mjanmy
- Zespół Anawrahta – jeden z pięciu zespołów, na jakie są podzielone dzieci w birmańskich szkołach